# بازگشت به بدلام
بازگشت به بدلام (به انگلیسی: Back to Bedlam) اولین آلبوم استودیویی جیمز بلانت، خواننده ترانه‌نویس انگلیسی است که در ۱۱ اکتبر ۲۰۰۴ توسط آتلانتیک رکوردز منتشر شد. بدلام نام مؤسسه روانپزشکی بیمارستان سلطنتی بیتلم است که به بدلام معروف است.
آلبوم در ماهای ابتدایی خود در در رتبه‌های پایین آلبوم‌های انگلستان قرار داشت، اما در تابستان ۲۰۰۵ و پس از انتشار سومین تک آهنگ خود" تو زیبا هستی " توانست به موفقیت جهانی دست یابد. بازگشت به بدلام پرفروش‌ترین آلبوم سال ۲۰۰۵ با فروش بیش از ۲٫۴ میلیون نسخه از آن در انگلستان شد. در دسامبر سال ۲۰۰۹، این آلبوم گواهی پلاتینیوم ۱۰ را از صنعت آوایی انگلیس برای فروش بیش از ۳ میلیون نسخه دریافت کرده، و آن را به پرفروش‌ترین آلبوم دهه ۲۰۰۰ در انگلستان تبدیل کرد. در سال ۲۰۱۱، آلبوم بازگشت به از امی وینهاوس با شکستن رکورد این آلبوم، عنوان آلبوم پرفروش قرن بیست و یکم در انگلستان به دست‌آورد. بازگشت به بدلام در حال حاضر به عنوان هجدهمین آلبوم پرفروش در تاریخ انگلستان قرار را دارد. از سال ۲۰۱۷، این آلبوم ۳٫۳۳ میلیون نسخه در انگلیس و بیش از ۱۱ میلیون نسخه در سراسر جهان به فروش رسانده‌است.

## پیش زمینه و ضبط
بلانت در دوران کودکی پیانو و ویالون آموخته بود، اما اولین حضور چشمگیر وی در زمینه موسیقی عامه پسند در مدرسه هارو بود. در آنجا، وی با گیتار آشنا شد و از ۱۴ سالگی شروع به نواختن ساز و نوشتن آهنگ کرد.
از آنجا که ارتش بریتانیا حامی تحصیلات دانشگاهی وی بود، بلانت موظف بود حداقل چهار سال در نیروهای مسلح خدمت کند. وی در مصاحبه ای اظهار داشت که دلیل پیوستن وی به ارتش به دلیل تلاش پدر وی برای اینکار بوده‌است واستدلال پدرش نیز این بوده که می‌تواند یک محل کار و درآمد امن داشته باشد. بلانت در آکادمی نظامی سلطنتی سندهرست آموزش دیده‌است. وی در حالی که هنوز در ارتش بود، در زمان مرخصی خود روی دموی آلبوم کار کرد.
بلانت در سال ۲۰۰۳ با تهیه کنندگی تام روتروک در استودیوی خانگی روتروک، و با نوازندگان و سازهای مختلف اقدام به ضبط آلبوم کرد.

## بازخوردها
| بررسی انتقادی      | بررسی انتقادی |
| منبع               | رتبه‌بندی      |
| ------------------ | ------------- |
| AllMusic           | [ ۱۱ ]        |
| Common Sense Media | [ ۱۲ ]        |
| Q                  | [ ۱۲ ]        |
| BBC Collective     | [ ۱۳ ]        |
| IndieLondon        | Positive      |
| RocknWorld         | [ ۱۵ ]        |
| About.com          | 8.6/10        |
| Slant Magazine     | [ ۱۷ ]        |
| Relevant           | Positive      |

## لیست آهنگ‌ها
| شماره      | نام                 | نویسنده(ها)                    | Producer(s) | مدت   |
| ---------- | ------------------- | ------------------------------ | ----------- | ----- |
| ۱.         | «High»              | جیمز بلانت ریکی راس            | تام روتراک  | ۴:۰۳  |
| ۲.         | «تو زیبایی (ترانه)» | بلانت ساشا اسکاربرک آمانداگوست | روتراک      | ۳:۳۳  |
| ۳.         | «Wisemen»           | بلانت اسکاربرک جیمی هوگارت     | روتراک      | ۳:۴۲  |
| ۴.         | «Goodbye My Lover»  | بلانت اسکاربرک                 | روتراک      | ۴:۲۰  |
| ۵.         | «Tears and Rain»    | بلانت گای چمبر                 | روتراک      | ۴:۰۴  |
| ۶.         | «Out of My Mind»    | بلانت                          | روتراک      | ۳:۳۳  |
| ۷.         | «So Long, Jimmy»    | بلانت هوگارت                   | روتراک      | ۴:۲۶  |
| ۸.         | «Billy»             | بلانت اسکاربرک گوست            | روتراک      | ۳:۳۷  |
| ۹.         | «Cry»               | بلانت اسکاربرک                 | روتراک      | ۴:۰۶  |
| ۱۰.        | «No Bravery»        | بلانت اسکاربرک                 | لیندا پری   | ۴:۰۰  |
| مجموع مدت: | مجموع مدت:          | مجموع مدت:                     | مجموع مدت:  | ۳۹:۲۸ |